# Axel Pons
Axel Pons (Barcelona, 9 de abril de 1991) é um motociclista espanhol, atualmente compete na Moto2 pela RW Racing GP.

## Carreira
Axel Pons fez sua estreia na 125cc em 2008.

## Resultados

### Por temporada
| Temporada | Classe | Moto       | Time              | N. | Corridas | Vitórias | Podiuns | Pole | Volta Rap. | Pts | Pos  |
| --------- | ------ | ---------- | ----------------- | -- | -------- | -------- | ------- | ---- | ---------- | --- | ---- |
| 2008      | 125cc  | Aprilia    | Jack & Jones WRB  | 14 | 3        | 0        | 0       | 0    | 0          | 0   | NC   |
| 2009      | 250cc  | Aprilia    | Pepe World Team   | 7  | 16       | 0        | 0       | 0    | 0          | 3   | 26th |
| 2010      | Moto2  | Pons Kalex | Tenerife 40 Pons  | 80 | 14       | 0        | 0       | 0    | 0          | 7   | 33rd |
| 2011      | Moto2  | Pons Kalex | Pons HP 40        | 80 | 12       | 0        | 0       | 0    | 0          | 1   | 32nd |
| 2012      | Moto2  | Kalex      | Pons 40 HP Tuenti | 49 | 17       | 0        | 0       | 0    | 0          | 11  | 24th |
| 2013      | Moto2  | Kalex      | Tuenti HP 40      | 49 | 15       | 0        | 0       | 0    | 0          | 6   | 25th |
| 2014      | Moto2  | Kalex      | AGR Team          | 49 | 17       | 0        | 0       | 0    | 0          | 28  | 23rd |
| 2015      | Moto2  | Kalex      | AGR Team          | 49 | 16       | 0        | 0       | 0    | 0          | 41  | 19th |
| 2016      | Moto2  | Kalex      | AGR Team          | 49 | 18       | 0        | 0       | 0    | 0          | 55  | 16th |
| Total     |        |            |                   |    | 128      | 0        | 0       | 0    | 0          | 152 |      |